# Кинг, Джордж (биолог)
Сэр Джордж Кинг (англ. George King; 12 апреля 1840 — 12 февраля 1909) — английский ботаник.
Член Лондонского королевского общества (1887).
В 1871 году был назначен суперинтендантом (смотрителем) Королевского ботанического сада в Калькутте. С 1890 года — первый директор Ботанической службы Индии.
В 1901 году Джордж Кинг был награждён медалью Линнея.
Среди растений, описанных Кингом, можно отметить встречающуюся в Новой Гвинее и на севере Австралии лиану из рода Фикус — Ficus pantoniana.
В честь Джорджа Кинга назван один из видов бегонии — Begonia kingiana Irmsch. (1929) — Бегония Кинга

## Научные работы
- King, George (1887). Part 2. Natural history. // Journal of the Asiatic Society of Bengal 55 (2): 407.
- King G., Pantling R. (1898). The Orchids of the Sikkim-Himalaya.